# Iwanicze
Iwanicze (ukr. Іваничі) – osiedle typu miejskiego na Ukrainie i stolica dawnego rejonu iwanickiego w obwodzie wołyńskim.
Miejscowość posiada stację kolejową.

## Historia
W 1945 roku zaczęto wydawać gazetę.
W 1989 liczyło 7031 mieszkańców.
W 2013 liczyło 6810 mieszkańców.
Do 2020 w rejonie iwanickim.